# バージニア・モヤノ
セクヌーディナ・バージニア・モヤノ・ポンセ（Secundina Virginia Moyano Ponce、1904年5月24日 - 2017年6月20日）は、アルゼンチンのスーパーセンテナリアン。かつてアルゼンチン史上最高齢だった女性。ルイサ・ロンコロニに次ぎアルゼンチンで2番目のスーパーセンテナリアンだった。

## 人物
1904年5月24日、コルドバ州にホセ・モヤノとカシミラ・ポンセの娘として生まれた。1904年7月9日にバプテスマを受ける。晩年、姪であるマリア・オルガ・ガロ・モヤノと一緒に住んでいた。長寿の秘訣として「あなたを笑わせるような美しい思い出を思い出すこと」だと語った。また、6年生まで学校に通い、当時のボーイフレンドであるサンティアゴ出身のチリ人であるアンドレ・ベルゴンティーニが別の女性と結婚するために彼女を残し、そのことから結婚したことはなく、子供もいなかったことを思い出した。しかし、甥と姪らはたくさんいた。2016年4月下旬、姪のオルガ・ガロが死去。一緒に暮らす人がいなくなったことから、甥姪らと一緒に暮らした。
2017年6月20日、ラ・リオハのナーシングホームにて心停止で死去。113歳27日没。